# 1533 în literatură
- 1532 în literatură — 1533 în literatură — 1534 în literatură

Anul 1533 în literatură a implicat o serie de evenimente semnificative. 

## Eseuri
- Guillaume Budé - De Studio Literarum Recte Et Commode Instituendo. Item Eiusdem G. Budaei De Philologia Lib. II. Basileae, apud Ioan. Walderum
- Barthélemy Latomus - Epitome commentariorum dialecticæ inventionis Rodolphi Agricolæ

## Decese
Format:1533